# Mert Mutlu
Mert Mutlu (* 9. Februar 1974) ist ein türkischer Straßenradrennfahrer.
Mert Mutlu wurde in den Jahren 1999 und 2000 jeweils Erster der Gesamtwertung bei der Tour of Mevlana. In der Saison 2003 gewann er bei der International Presidency Turkey Tour eine Etappe und konnte so auch die Gesamtwertung als bisher einziger Türke für sich entscheiden. 2005 gewann er dort wieder ein Teilstück. Im Jahr 2007 holte sich Mutlu bei der Balkan-Meisterschaften im albanischen Korça die Silbermedaille im Straßenrennen.

## Erfolge
2001
- Gesamtwertung International Presidency Turkey Tour

2003
- eine Etappe und Gesamtwertung International Presidency Turkey Tour

2005
- eine Etappe International Presidency Turkey Tour

2010
- eine Etappe und Gesamtwertung Tour of Victory

2011
- Türkischer Meister – Einzelzeitfahren
- eine Etappe und Gesamtwertung Tour of Cappadocia

## Teams
- 2010–2013 Brisaspor
- 2014 Kocaeli Brisaspor